# 杨芬
杨芬（1982年7月31日—），湖北省武汉市人，刚果（布）华裔乒乓球运动员。
早年曾在湖北省队打球。1995年，杨芬加入上海浦东俱乐部，1996年获全国青少年乒乓球比赛女单冠军。1999年退役返回湖北武汉读书，进入中国地质大学。后进入武汉市水务集团担任文员，又进入集团旗下的乒乓球俱乐部继续打球。
杨芬在2004年前往刚果（布）执教，2005年转任球员，同年归化刚果（布）国籍。2007年赢得非洲乒乓球锦标赛女单和混双冠军，同年又在全非运动会赢得女单冠军。7月22日，非洲乒联确认杨芬获得2008年北京奥运会乒乓球比赛的参赛资格。期间，为了保持竞技水平，杨芬曾多次回武汉训练。